# Ситула
Ситула (на латински: situla) е древен съд във вид на ведро, най-често от метал, по-рядко от теракота, разпространен при редица древни култури от Средиземноморието. Обикновено ситулата е имала церемониално предназначение. Имала е форма на цилиндър или пресечен конус, с плоско или закръглено дъно, понякога с дръжка.
Ситулите са били разпространени през желязната епоха сред някои от италийските народи, като венети, етруски, келти и даже германци.